# Triadização
A triadização (ou triadization, e triadisation) é uma alternativa proposta à teoria da globalização. Afirma que a integração política, económica e sociocultural tem sido limitada a três regiões do mundo: o Japão e os países recentemente industrializados do Sudeste Asiático, a Europa Ocidental e a América do Norte.
Fora destas regiões, segundo a teoria, os efeitos da chamada “globalização” não foram sentidos e, portanto, não pode ser verdadeiramente chamada de “global”. Em vez disso, a interdependência económica entre os países da “tríade” supostamente conduz à alienação do mundo em desenvolvimento. Esta alienação é descrita pela teoria como o resultado do facto de “está a ocorrer uma fragmentação do mundo em blocos regionais, caracterizada pela tendência para fortalecer a interdependência económica e as transacções dentro deles, mas não entre eles”. Isto fortalece ainda mais a posição da tríade e impede o crescimento do resto do mundo.